# ¿Con quién se queda el perro?
¿Con Quién Se Queda El Perro? é o terceiro álbum de estúdio da dupla de cantores mexicanos Jesse & Joy. Foi lançado originalmente em 6 de dezembro de 2011 e gravado em 2010 em Londres, com Martín Tarefe como produtor.

## Faixas
| N.º | Título                          | Compositor(es) | Duração |  |
| 1.  | "Aquí Voy"                      | Jesse & Joy    | 3:07    |  |
| 2.  | "¿Con Quíen Se Queda El Perro?" | Jesse & Joy    | 3:08    |  |
| 3.  | "Como No"                       | Jesse & Joy    | 3:36    |  |
| 4.  | "¡Corre!"                       | Jesse & Joy    | 4:48    |  |
| 5.  | "Gotitas de Amor"               | Jesse & Joy    | 3:13    |  |
| 6.  | "La de La Mala Suerte"          | Jesse & Joy    | 4:11    |  |
| 7.  | "Quiero Que Me Quieras"         | Jesse & Joy    | 3:01    |  |
| 8.  | "Me Llora El Cielo"             | Jesse & Joy    | 3:46    |  |
| 9.  | "Tú Mi Poesia"                  | Jesse & Joy    | 3:59    |  |
| 10. | "Veneno"                        | Jesse & Joy    | 3:50    |  |
| 11. | "Me Voy"                        | Jesse & Joy    | 3:27    |  |
| 12. | "Me Quiero Enamorar"            |                |         |  |

## Singles
Me Voy
O primeiro single do álbum que foi lançado em 5 de setembro de 2011.
¡Corre!
O segundo single do álbum que foi lançado oficialmente pelo iTunes em 4 de outubro de 2011. 
La de La Mala Suerte
O terceiro single do álbum confirmado por Jesse & Joy através de sua conta no Twitter em 13 de Março de 2012.

## Paradas

### Álbum
| Lista              | Posição |
| ------------------ | ------- |
| Latin Pop Albuns   | 2       |
| Latin Albuns       | 51      |
| Heatseekers Albuns | 24      |
| Top 100 México     | 3       |

### Singles
| Título  | Posição         | Posição         | Posição           |
| Título  | Top Latin Songs | Top Latin Songs | Chile Top Singles |
| ------- | --------------- | --------------- | ----------------- |
| Me Voy  | —               | 30              | 18                |
| ¡Corre! | 8               | 1               | 1                 |